# Arque (gemeente)
Arque is een gemeente (municipio) in de Boliviaanse provincie Arque in het departement Cochabamba. De gemeente telt naar schatting 10.960 inwoners (2018). De hoofdplaats is Arque.